# Junte de Galice
La Junte de Galice (en galicien : Xunta de Galicia) est le gouvernement régional de la communauté autonome de Galice, tel que défini par le chapitre II du titre I du statut d'autonomie du 6 avril 1981. Elle est populairement connue comme Xunta.

## Origines du gouvernement autonome de Galice
La première Xunta de Galice est celle de la période moderne du royaume de Galice (Xunta do Reino de Galicia). Elle a été créée en 1528, et a été dissoute en 1833, par la régente Marie Christine.
Durant la Guerre d'indépendance espagnole, en mai 1808, s'est formé une assemblée, Junta Suprema de Galicia pour diriger la lutte contre les Français et maintenir l'ordre public. Cette assemblée a assuré des fonctions militaires, législatives et de relations internationales jusqu'au mois de septembre, lors de la création de la Junta Suprema Central, organe de pouvoir exécutif et législatif formé par les assemblées des différentes régions.
En 1843 s'est constituée une Junte centrale de Galice (Junta Central de Galicia) présidée par Xosé Maria Suances pour s'opposer à la régence d'Espartero.
En 1846, à la suite du soulèvement mené par Miguel Solís Cuetos à Lugo, initié le 2 avril, s'est créée la Junta Superior del Gobierno de Galicia, présidée par Pío Rodríguez Terrazo. Le soulèvement a pris fin le 27 avril 1846.
Le décret-loi royal 7/1978 et le décret royal 474/1978 approuvés le 16 mars 1978 instituent la Junte de Galice comme gouvernement de la communauté autonome, ce que confirme la loi organique du 6 avril 1981 portant statut d'autonomie de la Galice.
Le Journal officiel de Galice (DOG) est le journal officiel de la Communauté autonome de Galice, où sont publiés officiellement les règlements juridiques et autres actes de l'administration et du gouvernement galiciens afin qu'ils aient les effets juridiques correspondants.

## Compétences
- Organisation du territoire.
- Organisation des institutions de gouvernement de la région, tels que communes.
- Droit civil galicien.
- Resources forestières, hydrauliques, et relatives à l'énergie électrique.
- Patrimoine artistique, bibliothèques, musées, conservatoires et autres académies artistiques.
- Promotion du galicien.
- Assistance sociale.
- Police régionale.
- Fondations.
- Casinos, jeux et paris.
- Cofréries de pêcheurs.
- Environnement.

## Composition
La Xunta, aux termes du statut d'autonomie de 1981 est composée d'un président, d'un ou plusieurs vice-présidents et de membres appelés — comme dans toutes les autres communautés autonomes — « conseillers » (conselleiros). Le président est élu par le Parlement de Galice et nommé par le roi d'Espagne.

## Emplacement des bâtiments administratifs

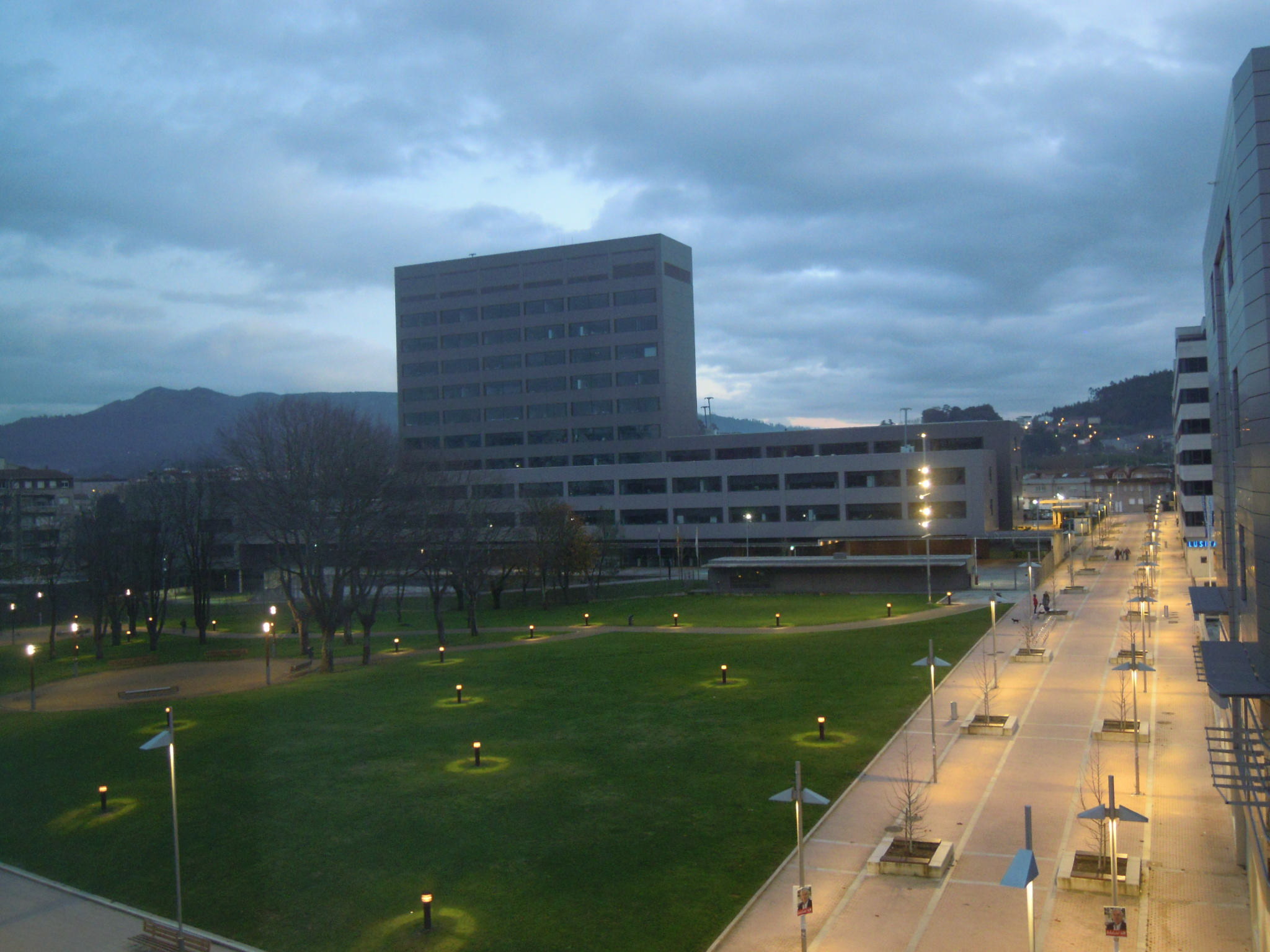
Siège Provincial de la Junte de Galice à Pontevedra capitale.

- Bâtiments Administratifs San Caetano
San Caetano, s/n
15704 - Saint-Jacques-de-Compostelle (La Corogne).
- Palais de Rajoy
Place de l'Obradoiro.
15705 - Saint-Jacques-de-Compostelle (La Corogne).
- Siège Provincial de la Junte de Galice à La Corogne
2 rue Vicente Ferrer
15008 - La Corogne (La Corogne).
- Siège Provincial de la Junte de Galice à Pontevedra
43 avenue María Victoria Moreno
36003 - Pontevedra (Pontevedra).
- Siège Provincial de la Junte de Galice à Orense
79 rue Habana
32004 - Orense (Orense).
- Siège Provincial de la Junte de Galice à Lugo
70 Ronda de la Muralla
27001 - Lugo (Lugo).